# Saslong
La Saslong (dal ladino Saslonch) è una pista sciistica situata a Santa Cristina Valgardena, in Italia. Il pendio, che fa parte del comprensorio Dolomiti Superski, parte da località Ciampinoi, ai piedi del Sassolungo, e scende fino al paese situato in Val Gardena e collegato al carosello sciistico del Gardena Ronda dall'omonima funicolare. Su di esso si svolgono annualmente gare maschili di discesa libera e supergigante della Coppa del Mondo di sci alpino.

## Storia
La pista Saslong è stata realizzata nel 1968 in occasione dei Campionati mondiali di sci alpino 1970, ospitati dalla Val Gardena, ed è oggi tra le gare classiche del circuito di Coppa del Mondo di sci alpino. Dal 2002, oltre alle gare di discesa libera, la pista ospita anche quelle di supergigante.
Negli anni, su questa pista, hanno vinto tanti tra i più grandi discesisti della storia dello sci, inclusi Bernhard Russi, Peter Müller, Franz Klammer, Pirmin Zurbriggen, Kristian Ghedina, Aksel Lund Svindal e Aleksander Aamodt Kilde. Come spesso succede per le piste sede di gare di discesa libera, anche la Saslong è stata teatro di un elevato numero di infortuni.

## Tracciato
La pista parte dai 2.249 metri sul livello del mare della località Ciampinoi e arriva, dopo 3.446 metri, a Santa Cristina Valgardena, nella zona Cësa Ruacia a 1.410 metri, con un dislivello totale di 839 metri. La pista ha una pendenza media del 24 % e massima del 56,9 %.
Subito dopo il cancelletto di partenza delle gare ci si immette in un ripido tratto al 50 % verso il salto dello Spinel, il punto più ripido della Saslong (56,9%), quindi una compressione e un tratto in leggera salita conducono al Saut dl Moro e al salto del Looping, quest'ultimo ridimensionato rispetto al passato a causa delle numerose cadute. Segue un lungo tratto di scorrimento di circa 500 metri a bassa pendenza, spesso decisivo per le sorti della gara, che porta al salto del Sochers. Atterrati dal salto, una combinazione sinistra-destra-sinistra porta ai Muri di Sochers (55,95%), che immettono in un ulteriore tratto di scorrimento, dove si tocca la punta di velocità della pista (sui 130 km/h). Di qui si arriva al punto più famoso e spettacolare della Saslong: le "Gobbe del Cammello" (Kamelbuckel in ladino), una serie di tre dossi in cui si può arrivare a saltare anche 60 metri. Il tracciato porta, dopo la fondamentale "Curva del Lago" (See-Kurve), all'entrata dei Prati di Ciaslat (Ciaslat-Wiese), con quattro curve molto impegnative in rapida successione, su un fondo ondulato. Si giunge infine al salto di Nucia e al tratto finale di puro scorrimento, caratterizzato dal "salto del Tunnel" (Tunnelsprung) e dallo schuss finale. Il tracciato termina con l'arrivo a Santa Cristina Valgardena, passando prima accanto al Castel Gardena.

## Albo d'oro
Di seguito sono riportati i podi relativi alle gare di Coppa del Mondo che si sono disputate sulla Saslong.

### Uomini

#### Discesa libera
Gli atleti più vincenti sono l'austriaco Franz Klammer e l'italiano Kristian Ghedina, che si sono imposti in discesa libera quattro volte a testa.
| Data             | Competizione             | Primo                   | Secondo                 | Terzo                         |
| ---------------- | ------------------------ | ----------------------- | ----------------------- | ----------------------------- |
| 14 febbraio 1969 | Coppa del Mondo 1969     | Jean-Daniel Dätwyler    | Henri Duvillard         | Rudi Sailer                   |
| 15 febbraio 1970 | Campionati mondiali 1970 | Bernhard Russi          | Karl Cordin             | Malcolm Milne                 |
| 15 marzo 1972    | Coppa del Mondo 1972     | Bernhard Russi          | René Berthod            | Mike Lafferty                 |
| 15 febbraio 1973 | Coppa del Mondo 1973     | Roland Collombin        | Karl Cordin             | David Zwilling                |
| 21 marzo 1975    | Coppa del Mondo 1975     | Franz Klammer           | Erik Håker              | Bernhard Russi                |
| 17 dicembre 1976 | Coppa del Mondo 1977     | Franz Klammer           | Herbert Plank           | Erik Håker                    |
| 18 dicembre 1976 | Coppa del Mondo 1977     | Franz Klammer           | Josef Walcher           | Bernhard Russi                |
| 18 dicembre 1977 | Coppa del Mondo 1978     | Herbert Plank           | Peter Wirnsberger       | Franz Klammer                 |
| 16 dicembre 1978 | Coppa del Mondo 1979     | Josef Walcher           | Peter Müller            | Walter Vesti                  |
| 17 dicembre 1978 | Coppa del Mondo 1979     | Erik Håker              | Peter Müller            | Ken Read                      |
| 17 dicembre 1979 | Coppa del Mondo 1980     | Peter Müller            | Erik Håker              | Werner Grissmann              |
| 14 dicembre 1980 | Coppa del Mondo 1981     | Peter Müller            | Harti Weirather         | Steve Podborski               |
| 15 dicembre 1980 | Coppa del Mondo 1981     | Harti Weirather         | Uli Spieß               | Peter Müller                  |
| 13 dicembre 1981 | Coppa del Mondo 1982     | Erwin Resch             | Konrad Bartelski        | Leonhard Stock                |
| 19 dicembre 1982 | Coppa del Mondo 1983     | Conradin Cathomen       | Erwin Resch             | Franz Klammer                 |
| 20 dicembre 1982 | Coppa del Mondo 1983     | Franz Klammer           | Peter Müller            | Urs Räber                     |
| 18 dicembre 1983 | Coppa del Mondo 1984     | Urs Räber               | Todd Brooker            | Steve Podborski               |
| 15 dicembre 1984 | Coppa del Mondo 1985     | Helmut Höflehner        | Conradin Cathomen       | Peter Wirnsberger             |
| 14 dicembre 1985 | Coppa del Mondo 1986     | Peter Wirnsberger       | Peter Müller            | Sepp Wildgruber               |
| 13 dicembre 1986 | Coppa del Mondo 1987     | Rob Boyd                | Michael Mair            | Markus Wasmeier               |
| 12 dicembre 1987 | Coppa del Mondo 1988     | Rob Boyd                | Pirmin Zurbriggen       | Brian Stemmle                 |
| 9 dicembre 1988  | Coppa del Mondo 1989     | Peter Müller            | Armin Assinger          | Rob Boyd                      |
| 10 dicembre 1988 | Coppa del Mondo 1989     | Helmut Höflehner        | Patrick Ortlieb         | Peter Müller                  |
| 16 dicembre 1989 | Coppa del Mondo 1990     | Pirmin Zurbriggen       | Franz Heinzer           | Kristian Ghedina              |
| 14 dicembre 1990 | Coppa del Mondo 1991     | Franz Heinzer           | Berni Huber             | Atle Skårdal                  |
| 15 dicembre 1990 | Coppa del Mondo 1991     | Atle Skårdal            | Rob Boyd                | Luc Alphand                   |
| 14 dicembre 1991 | Coppa del Mondo 1992     | Franz Heinzer           | Leonhard Stock          | Atle Skårdal                  |
| 11 dicembre 1992 | Coppa del Mondo 1993     | William Besse           | Jan Einar Thorsen       | Patrick Ortlieb               |
| 12 dicembre 1992 | Coppa del Mondo 1993     | Leonhard Stock          | William Besse           | A J Kitt                      |
| 17 dicembre 1993 | Coppa del Mondo 1994     | Markus Foser            | Werner Franz            | Marc Girardelli               |
| 18 dicembre 1993 | Coppa del Mondo 1994     | Patrick Ortlieb         | Daniel Mahrer           | Jean-Luc Crétier              |
| 16 dicembre 1995 | Coppa del Mondo 1996     | Patrick Ortlieb         | Xavier Gigandet         | Luc Alphand                   |
| 20 dicembre 1996 | Coppa del Mondo 1997     | Luc Alphand             | Atle Skårdal            | Kristian Ghedina              |
| 21 dicembre 1996 | Coppa del Mondo 1997     | Kristian Ghedina        | Luc Alphand             | Josef Strobl                  |
| 18 dicembre 1998 | Coppa del Mondo 1999     | Lasse Kjus              | Werner Franz            | Hermann Maier                 |
| 19 dicembre 1998 | Coppa del Mondo 1999     | Kristian Ghedina        | Lasse Kjus              | Werner Franz                  |
| 17 dicembre 1999 | Coppa del Mondo 2000     | Kristian Ghedina        | Josef Strobl            | Ed Podivinsky                 |
| 18 dicembre 1999 | Coppa del Mondo 2000     | Andreas Schifferer      | Kristian Ghedina        | Hermann Maier                 |
| 14 dicembre 2001 | Coppa del Mondo 2002     | Kristian Ghedina        | Lasse Kjus              | Kurt Sulzenbacher             |
| 15 dicembre 2001 | Coppa del Mondo 2002     | Stephan Eberharter      | Michael Walchhofer      | Kjetil André Aamodt           |
| 21 dicembre 2002 | Coppa del Mondo 2003     | Antoine Dénériaz        | Michael Walchhofer      | Josef Strobl                  |
| 20 dicembre 2003 | Coppa del Mondo 2004     | Antoine Dénériaz        | Michael Walchhofer      | Hans Knauß                    |
| 18 dicembre 2004 | Coppa del Mondo 2005     | Max Rauffer             | Jürg Grünenfelder       | Hans Grugger                  |
| 17 dicembre 2005 | Coppa del Mondo 2006     | Marco Büchel            | Michael Walchhofer      | Erik Guay                     |
| 16 dicembre 2006 | Coppa del Mondo 2007     | Steven Nyman            | Didier Cuche            | Fritz Strobl                  |
| 15 dicembre 2007 | Coppa del Mondo 2008     | Michael Walchhofer      | Didier Cuche            | Scott Macartney               |
| 20 dicembre 2008 | Coppa del Mondo 2009     | Michael Walchhofer      | Bode Miller             | Manuel Osborne-Paradis        |
| 19 dicembre 2009 | Coppa del Mondo 2010     | Manuel Osborne-Paradis  | Mario Scheiber          | Ambrosi Hoffmann Johan Clarey |
| 18 dicembre 2010 | Coppa del Mondo 2011     | Silvan Zurbriggen       | Romed Baumann           | Didier Cuche                  |
| 15 dicembre 2012 | Coppa del Mondo 2013     | Steven Nyman            | Rok Perko               | Erik Guay                     |
| 21 dicembre 2013 | Coppa del Mondo 2014     | Erik Guay               | Kjetil Jansrud          | Johan Clarey                  |
| 19 dicembre 2014 | Coppa del Mondo 2015     | Steven Nyman            | Kjetil Jansrud          | Dominik Paris                 |
| 19 dicembre 2015 | Coppa del Mondo 2016     | Aksel Lund Svindal      | Guillermo Fayed         | Kjetil Jansrud                |
| 17 dicembre 2016 | Coppa del Mondo 2017     | Max Franz               | Aksel Lund Svindal      | Steven Nyman                  |
| 16 dicembre 2017 | Coppa del Mondo 2018     | Aksel Lund Svindal      | Kjetil Jansrud          | Max Franz                     |
| 15 dicembre 2018 | Coppa del Mondo 2019     | Aleksander Aamodt Kilde | Max Franz               | Beat Feuz                     |
| 19 dicembre 2020 | Coppa del Mondo 2021     | Aleksander Aamodt Kilde | Ryan Cochran-Siegle     | Beat Feuz                     |
| 18 dicembre 2021 | Coppa del Mondo 2022     | Bryce Bennett           | Otmar Striedinger       | Niels Hintermann              |
| 15 dicembre 2022 | Coppa del Mondo 2023     | Vincent Kriechmayr      | Marco Odermatt          | Matthias Mayer                |
| 17 dicembre 2022 | Coppa del Mondo 2023     | Aleksander Aamodt Kilde | Johan Clarey            | Mattia Casse                  |
| 14 dicembre 2023 | Coppa del Mondo 2024     | Bryce Bennett           | Aleksander Aamodt Kilde | Marco Odermatt                |
| 16 dicembre 2023 | Coppa del Mondo 2024     | Dominik Paris           | Aleksander Aamodt Kilde | Bryce Bennett                 |
| 21 dicembre 2024 | Coppa del Mondo 2025     | Marco Odermatt          | Franjo von Allmen       | Ryan Cochran-Siegle           |

#### Supergigante
L'atleta più vincente è il norvegese Aksel Lund Svindal, che si è imposto in supergigante cinque volte.
| Data             | Competizione         | Primo                   | Secondo                 | Terzo                   |           |
| ---------------- | -------------------- | ----------------------- | ----------------------- | ----------------------- | --------- |
| 14 dicembre 2007 | Coppa del Mondo 2008 | Didier Cuche            | Bode Miller             | Marco Büchel            |           |
| 19 dicembre 2008 | Coppa del Mondo 2009 | Werner Heel             | Didier Défago           | Patrik Järbyn           |           |
| 18 dicembre 2009 | Coppa del Mondo 2010 | Aksel Lund Svindal      | Carlo Janka             | Patrick Staudacher      |           |
| 17 dicembre 2010 | Coppa del Mondo 2011 | Michael Walchhofer      | Stephan Keppler         | Erik Guay               |           |
| 16 dicembre 2011 | Coppa del Mondo 2012 | Beat Feuz               | Bode Miller             | Kjetil Jansrud          |           |
| 14 dicembre 2012 | Coppa del Mondo 2013 | Aksel Lund Svindal      | Matteo Marsaglia        | Werner Heel             |           |
| 20 dicembre 2013 | Coppa del Mondo 2014 | Aksel Lund Svindal      | Jan Hudec               | Adrien Théaux           |           |
| 20 dicembre 2014 | Coppa del Mondo 2015 | Kjetil Jansrud          | Dominik Paris           | Hannes Reichelt         |           |
| 18 dicembre 2015 | Coppa del Mondo 2016 | Aksel Lund Svindal      | Kjetil Jansrud          | Aleksander Aamodt Kilde |           |
| 16 dicembre 2016 | Coppa del Mondo 2017 | Kjetil Jansrud          | Aleksander Aamodt Kilde | Erik Guay               |           |
| 15 dicembre 2017 | Coppa del Mondo 2018 | Josef Ferstl            | Max Franz               | Matthias Mayer          |           |
| 14 dicembre 2018 | Coppa del Mondo 2019 | Aksel Lund Svindal      | Christof Innerhofer     | Kjetil Jansrud          |           |
| 20 dicembre 2019 | Coppa del Mondo 2020 | Vincent Kriechmayr      | Kjetil Jansrud          | Thomas Dreßen           |           |
| 18 dicembre 2020 | Coppa del Mondo 2021 | Aleksander Aamodt Kilde | Mauro Caviezel          | Kjetil Jansrud          |           |
| 17 dicembre 2021 | Coppa del Mondo 2022 | Aleksander Aamodt Kilde | Matthias Mayer          | Vincent Kriechmayr      |           |
| 16 dicembre 2022 | Coppa del Mondo 2023 | annullato               | annullato               | annullato               | annullato |
| 15 dicembre 2023 | Coppa del Mondo 2024 | Vincent Kriechmayr      | Daniel Hemetsberger     | Marco Odermatt          |           |
| 20 dicembre 2024 | Coppa del Mondo 2025 | Mattia Casse            | Jared Goldberg          | Marco Odermatt          |           |

#### Slalom gigante
| Data             | Competizione | Primo            | Secondo            | Terzo        |
| ---------------- | ------------ | ---------------- | ------------------ | ------------ |
| 16 dicembre 1972 | n.d.         | Edmund Bruggmann | Reinhard Tritscher | Roland Thöni |

#### Slalom parallelo
| Data          | Competizione         | Primo        | Secondo          | Terzo         |
| ------------- | -------------------- | ------------ | ---------------- | ------------- |
| 23 marzo 1975 | Coppa del Mondo 1975 | Gustav Thöni | Ingemar Stenmark | Walter Tresch |

### Donne
La slovena Ilka Štuhec ha vinto le uniche due gare femminili che si sono disputate sulla pista.

## Galleria d'immagini

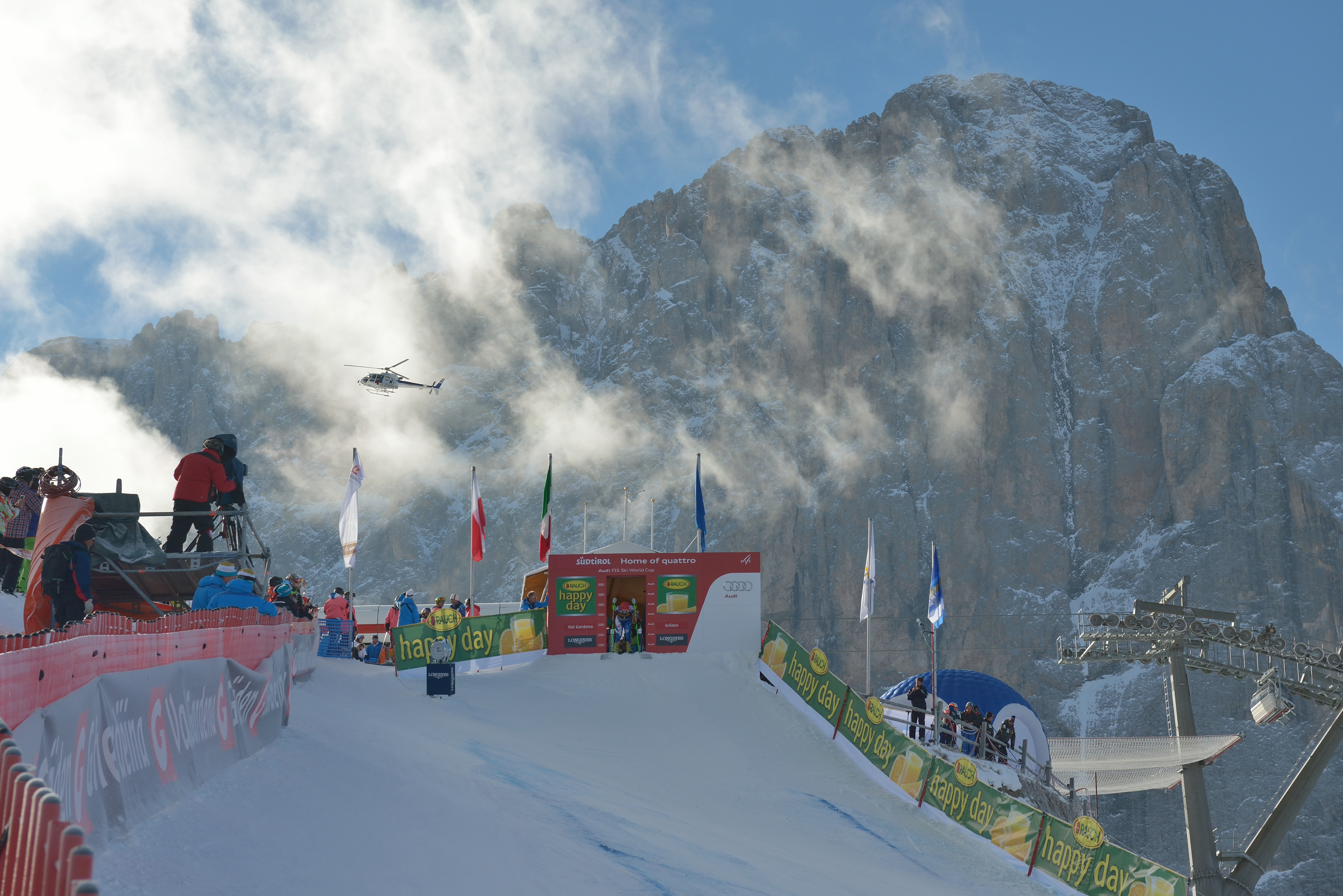
Partenza delle discesa libera

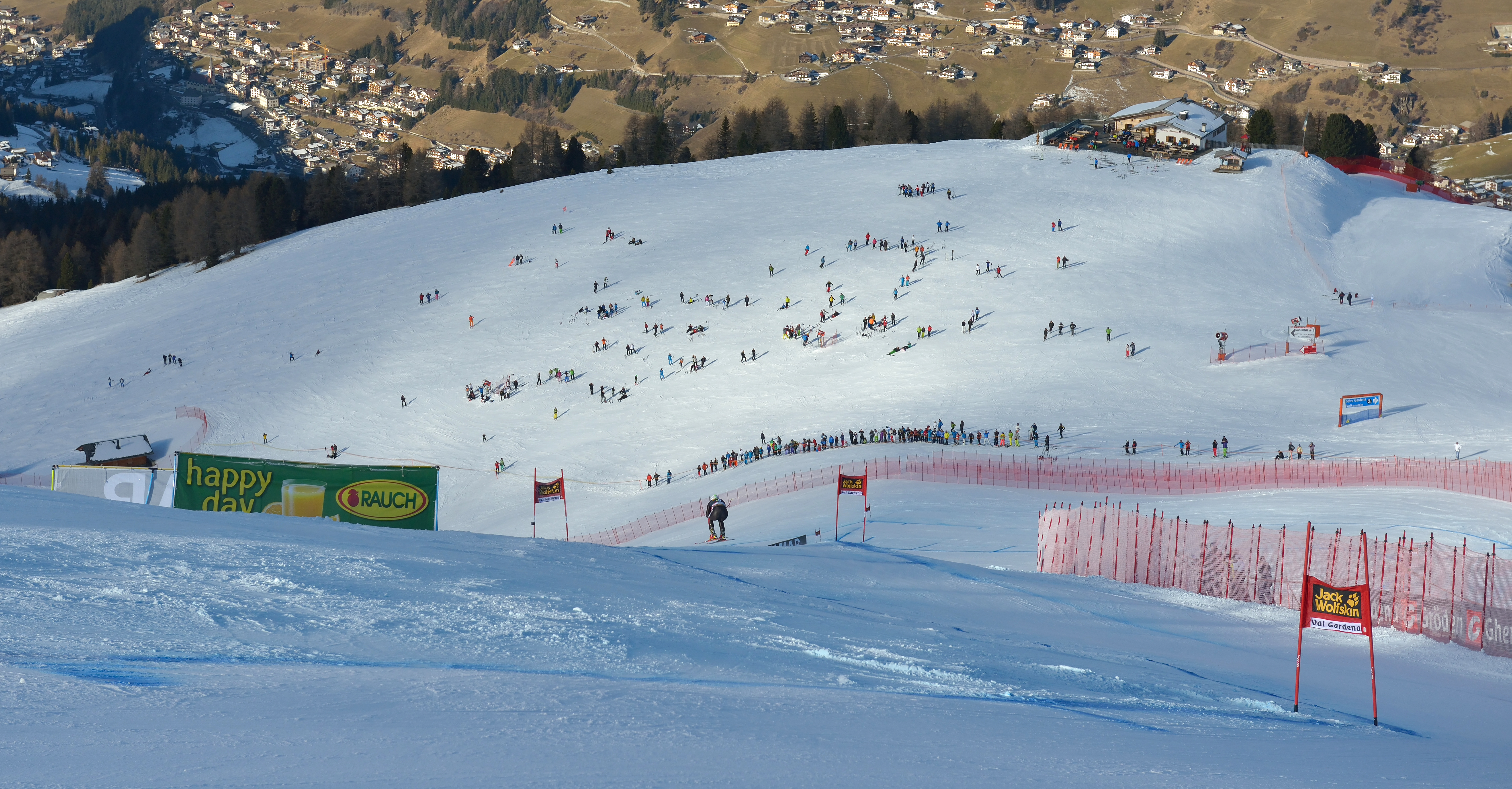
Tratto iniziale discesa libera dall'alto

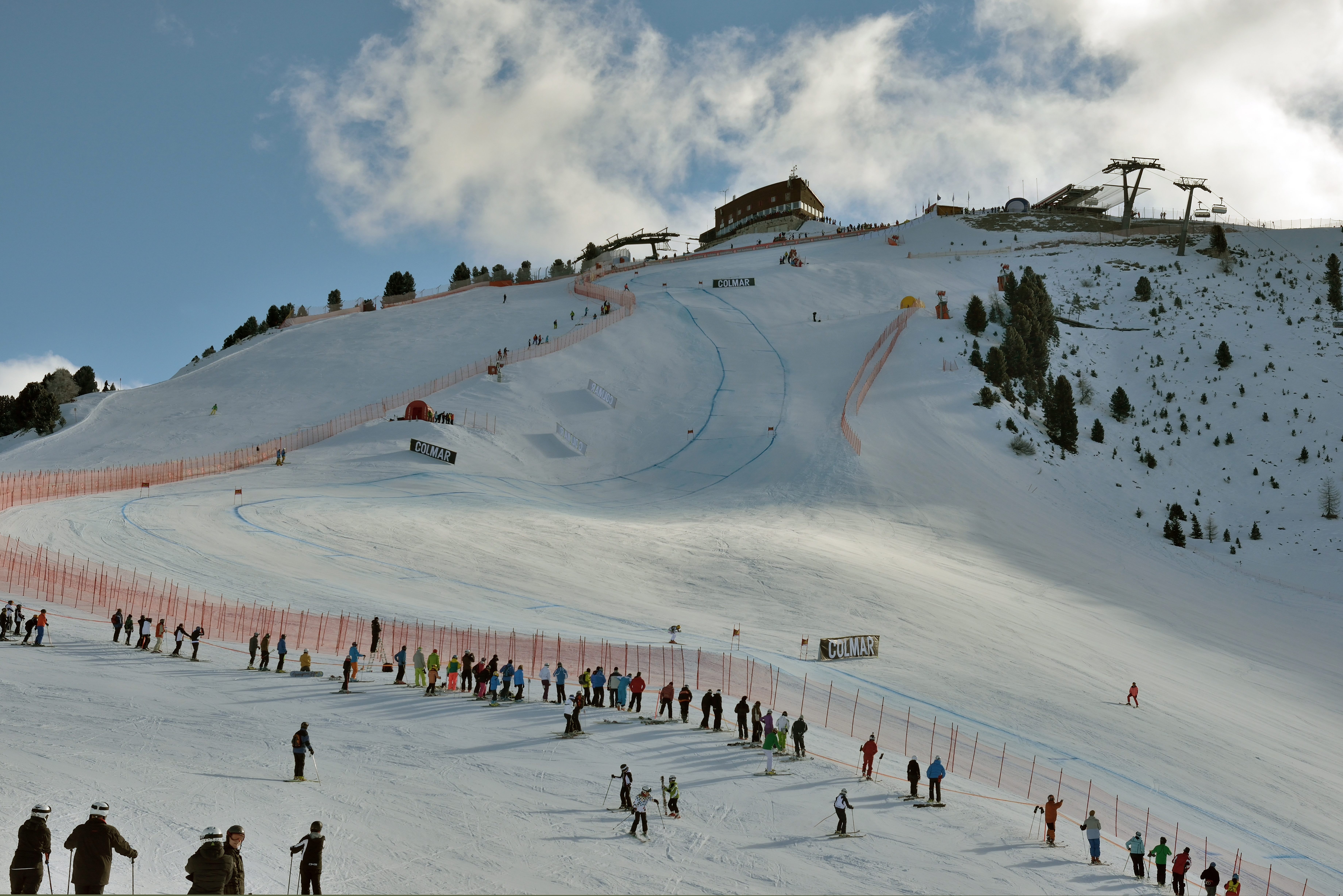
Tratto iniziale discesa libera dal basso

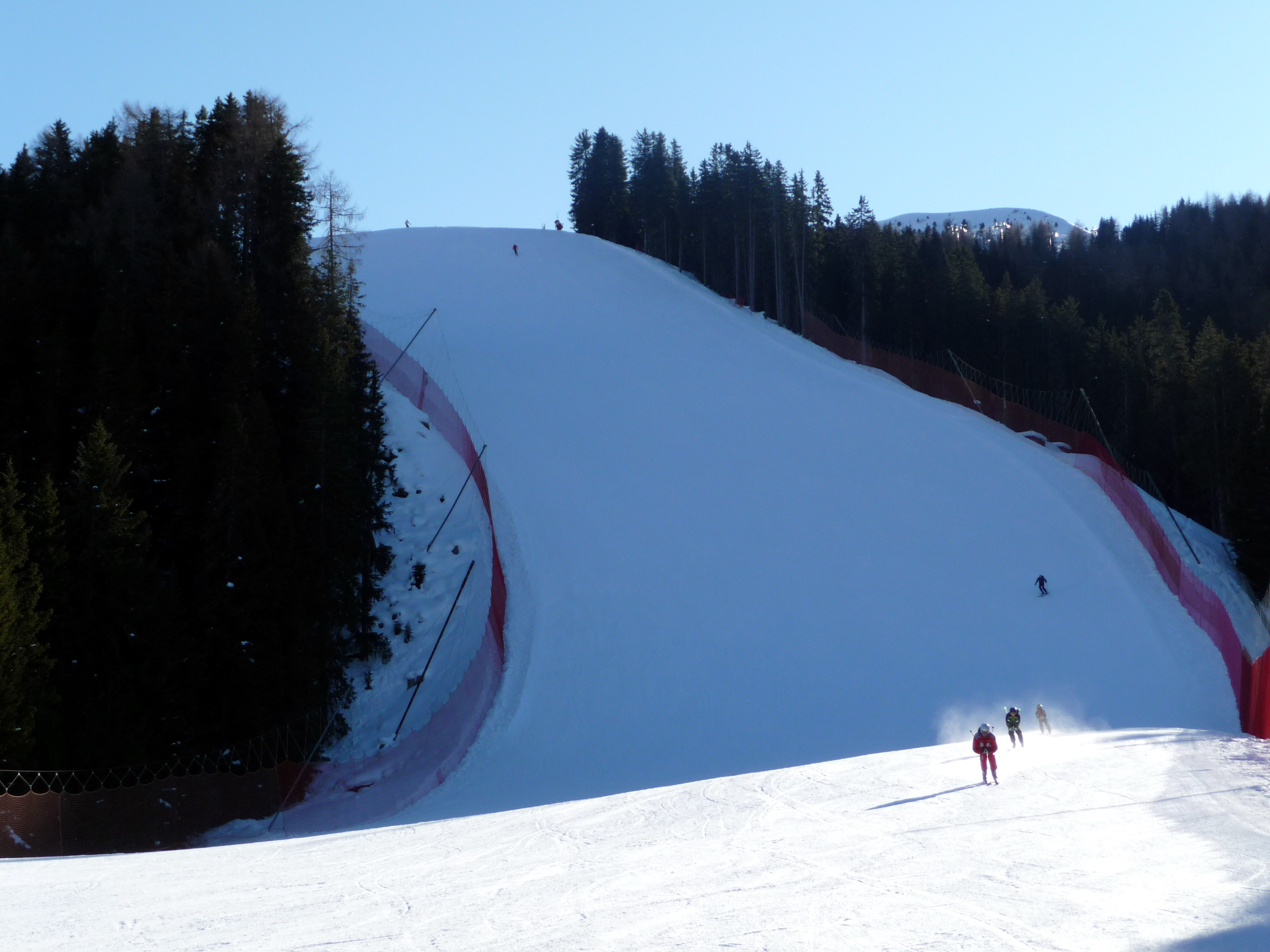
Tratto intermedio della pista

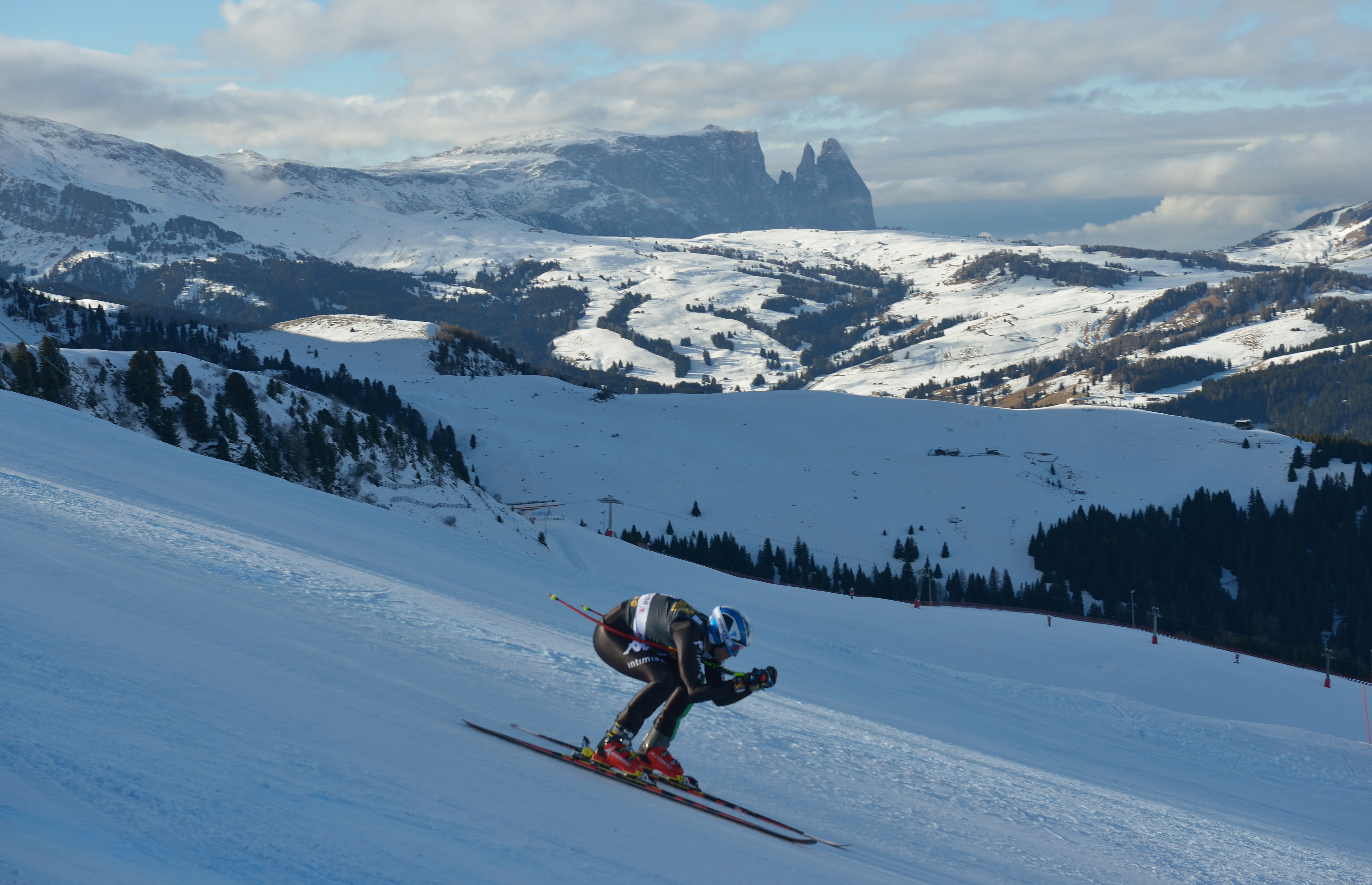
Sciatore in discesa libera (Werner Heel)

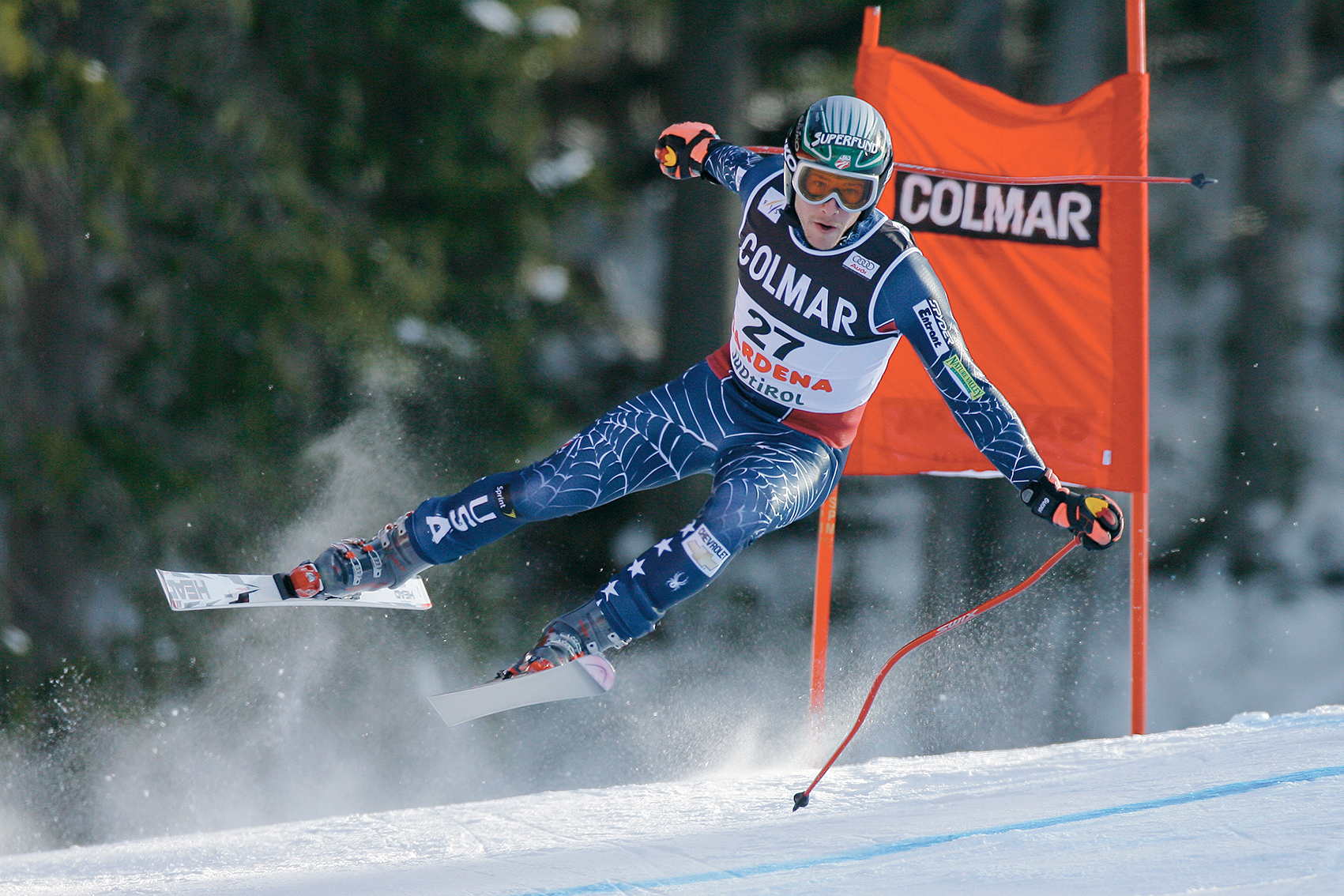
Sciatore in curva in discesa libera (Bode Miller)

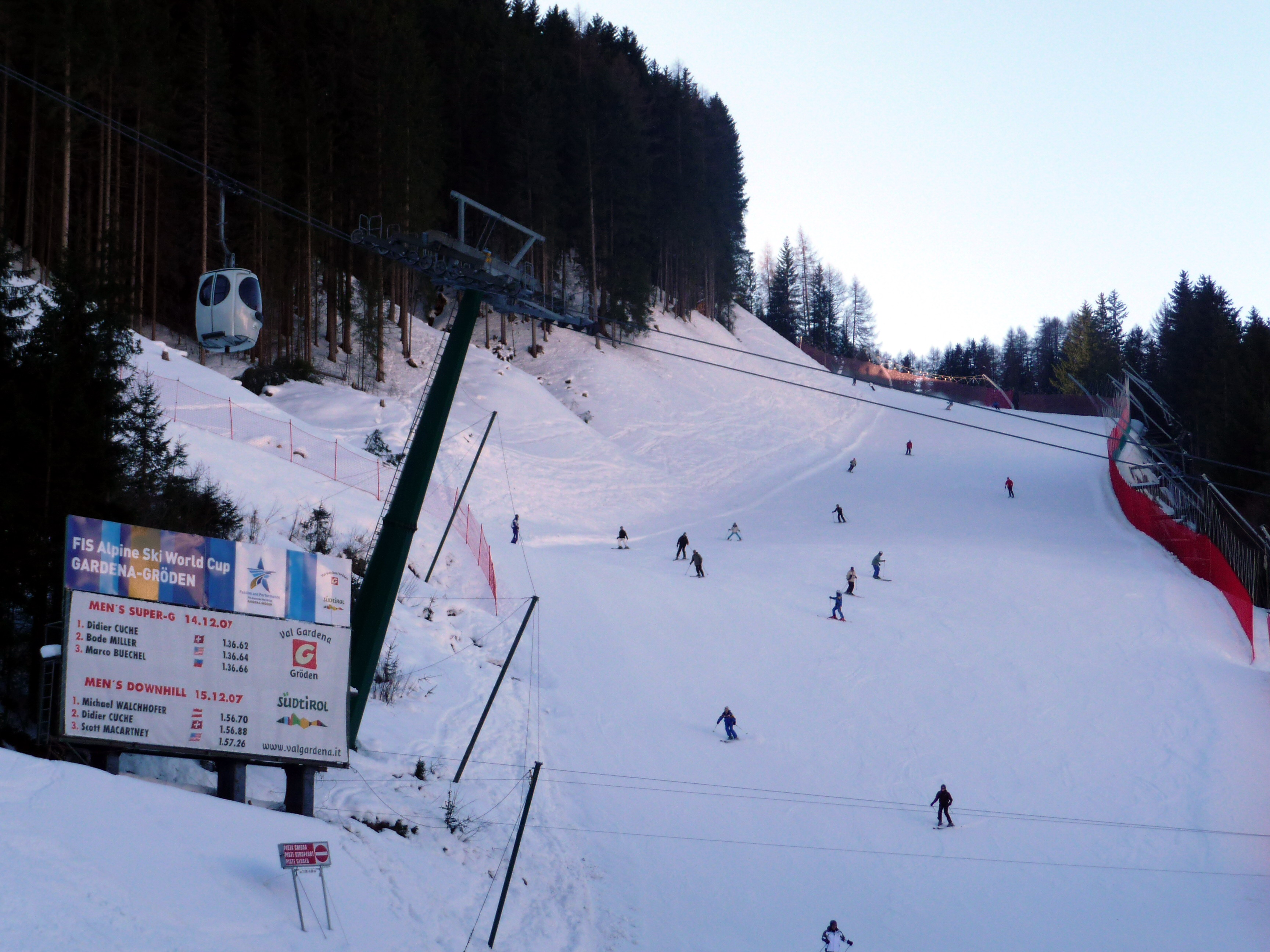
Parte finale della pista

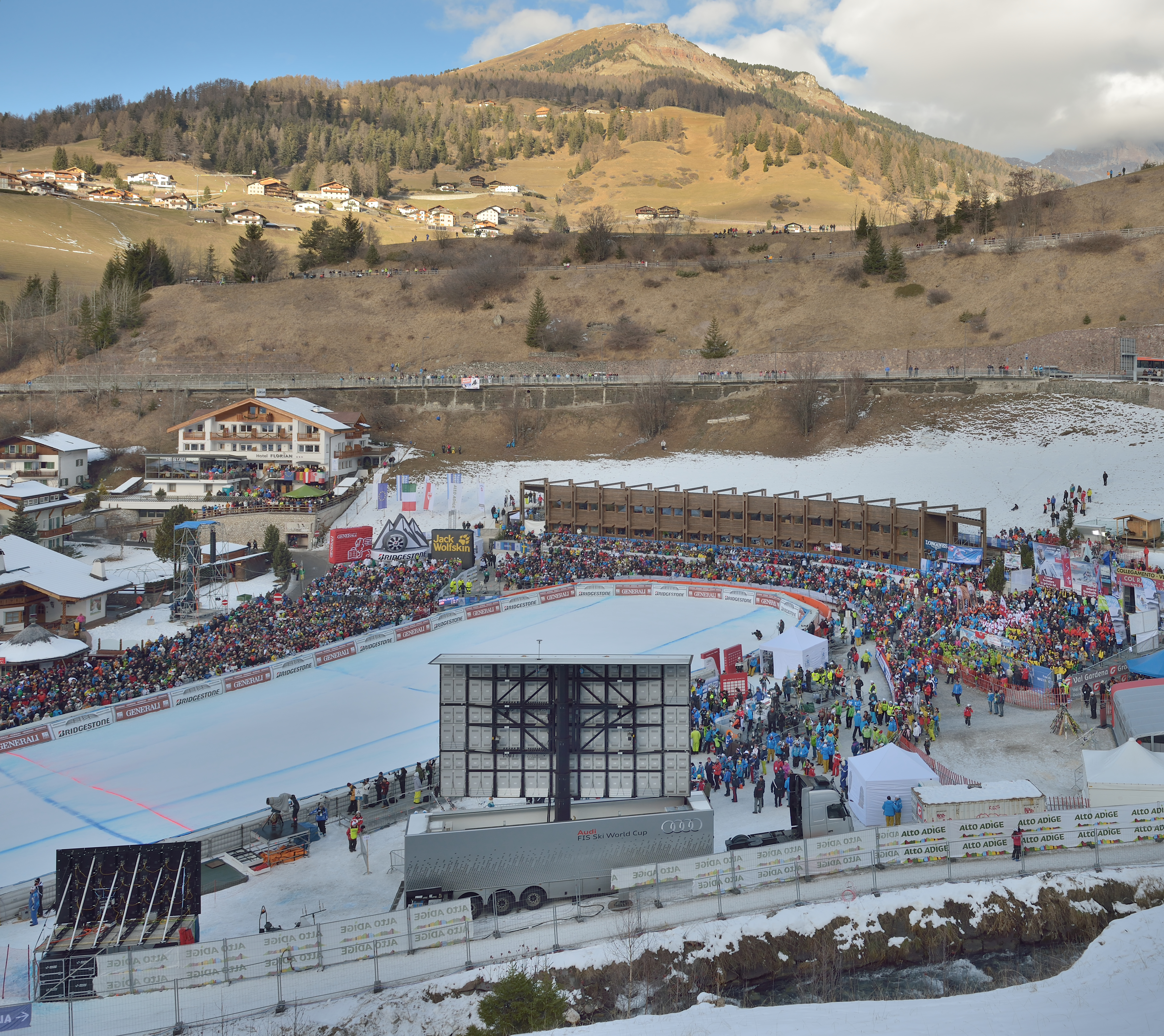
Arrivo della discesa

#### Discesa libera
| Data             | Competizione         | Prima       | Seconda      | Terza              |
| 18 dicembre 2018 | Coppa del Mondo 2019 | Ilka Štuhec | Nicol Delago | Ramona Siebenhofer |

#### Supergigante
| Data             | Competizione         | Prima       | Seconda                           | Terza |
| 19 dicembre 2018 | Coppa del Mondo 2019 | Ilka Štuhec | Tina Weirather Nicole Schmidhofer | -     |